# Медаль Сонкіна
Медаль Сонкіна (англ. Sonkin Medal) — нагорода Міського коледжу Нью-Йорка (англ. City College of New York).
Коледж Нью-Йоркського університету — один з найдавніших з кількох десятків шкільних установ мегаполіса. Він заснований 1847 року. Це перша вільна державна установа вищої освіти в США. Його засновник Т. Гарріс вважав, що коледж «відкритий для всіх: бідних дітей і заможних. Всім надана можливість виявити свій інтелект і зразкову поведінку».
Вже перший рік існування навчального закладу переконав, що атмосфера терплячості до різноманітності — найсприятливіша умова для успішного навчання.
Коледж має свої відзнаки й нагороди. Одна з них заснована на честь випускника City College, пізніше його професора — С. Сонкіна (1901—1965), її вручають за видатні досягнення в експериментальній фізиці.